# 濱野智紗都
濱野 智紗都（はまの ちさと、1988年11月16日 - ）は、日本の司会者、女優。
京都府京都市出身。俳優でもあった父の影響で、幼少より主に東映京都撮影所における時代劇・本編映画・Vシネマなどの子役として活躍し、女優としての活動歴もある。
競艇選手を目指しやまと競艇学校に99期生として入学するも、腰痛のため退所を余儀なくされた。しかしその経験を活かし、競艇関連テレビ番組のスタジオMC、SGやGIを中心とした競艇場の現場リポーター。競艇場の選手紹介・ファン参加型イベントなどの司会を務めている。19歳から競艇の実況アナウンサーを多く擁する株式会社メディアターナーに16年間所属していたが、2024年3月31日に退社を発表、現在はフリーで活動中。

## 出演作品

### テレビドラマ
- 将軍家光忍び旅 第2シリーズ 第11話「復讐を誓うかりそめの親娘」（1993年、テレビ朝日 / 東映） - 少女時代のお絹 役
- 織田信長（1994年1月2日、テレビ東京） - 初 役
- 水戸黄門 第24部 第28話「悪を砕いた世直し剣 -長岡-」（1996年4月8日、TBS / C.A.L） - お雪 役
- 大江戸弁護人・走る!（1996年、テレビ朝日） − お清 役